# A. T. Cross Company
AT Cross Company, LLC. es una empresa estadounidense de fabricación de implementos de escritura, con sede en Providence, Rhode Island. Fundado en 1846, es uno de los fabricantes de bolígrafos más antiguos del mundo. Los productos Cross incluyen plumas fuentes, bolígrafo, y rollerball bolígrafos, lápices mecánicos y las recargas. La empresa también fabrica accesorios para esos productos como estuches y carteras.
La empresa también es propietaria de Sheaffer, otro fabricante de bolígrafos, desde 2014.

## Historia
La empresa fue fundada en 1846 en Providence, Rhode Island. Inicialmente fabricó carcasas de oro y plata para lápices, lo que refleja la historia de la familia Cross como joyeros. La empresa fue fundada por Richard Cross, quien se la pasó a su hijo, Alonzo T. Cross.
La compañía desarrolló muchos instrumentos de escritura nuevos e innovadores, incluidos los precursores de los lápices mecánicos modernos y los primeros bolígrafos estilográficos. En la década de 1960, la empresa trasladó su sede a una gran instalación (aproximadamente 155.000 pies cuadrados) en Lincoln, Rhode Island. 
Después de cotizar en el NASDAQ durante cinco años (bajo el ahora desaparecido símbolo ATX), la empresa fue vendida en 2013 a Clarion Capital Partners, LLC, pero mantuvo su sede en Lincoln, Rhode Island. La empresa de bolígrafos Sheaffer fue adquirida por AT Cross en 2014.
En mayo de 2016, cuando su sede en Lincoln se volvió demasiado grande, la compañía aceptó una serie de incentivos y créditos fiscales a cambio de trasladar su sede a Providence, Rhode Island. La nueva sede, que mide aproximadamente 4200 pies cuadrados, está ubicada en The Foundry, el antiguo complejo de Brown and Sharpe Manufacturing Company en 299 Promenade Street en Providence. La mayoría de los empleados se trasladaron a la nueva ubicación en octubre de 2016. 
El 16 de noviembre de 2017, Transom Capital Group, LLC anunció que había comprado los activos de AT Cross Company.

## Bolígrafos presidenciales
Cross ha sido un proveedor oficial de bolígrafos de la Casa Blanca desde al menos la década de 1970. Los bolígrafos utilizados para firmar la legislación a menudo se regalan como recuerdo a quienes asisten a la firma de los proyectos de ley. 
Si bien se inició un programa oficial entre la Cross y la Casa Blanca bajo el presidente Bill Clinton, se sabe que la tradición se remonta al menos a la administración de Gerald Ford.  Todos los presidentes, desde Ronald Reagan hasta Donald Trump firmaron leyes con bolígrafos Cross; se desconoce si los presidentes anteriores lo hicieron.  Barack Obama, George W. Bush y Clinton favorecieron el modelo de Cross Townsend; Obama luego cambió al modelo Century II en laca negra, con recarga negra de punta media. 
La administración Trump hizo un pedido inicial de 150 bolígrafos Cross Century II en enero de 2017. En algún momento antes de noviembre de 2018, Trump rompió con la tradición y dejó de usar el bolígrafo Cross, diciendo que "era un bolígrafo horrible y extremadamente caro". Desde entonces, ha firmado documentos con un marcador Sharpie personalizado fabricado por Newell Brands.
La gobernadora de Rhode Island, Gina Raimondo, firma las leyes estatales con bolígrafos Cross. 

## Productos

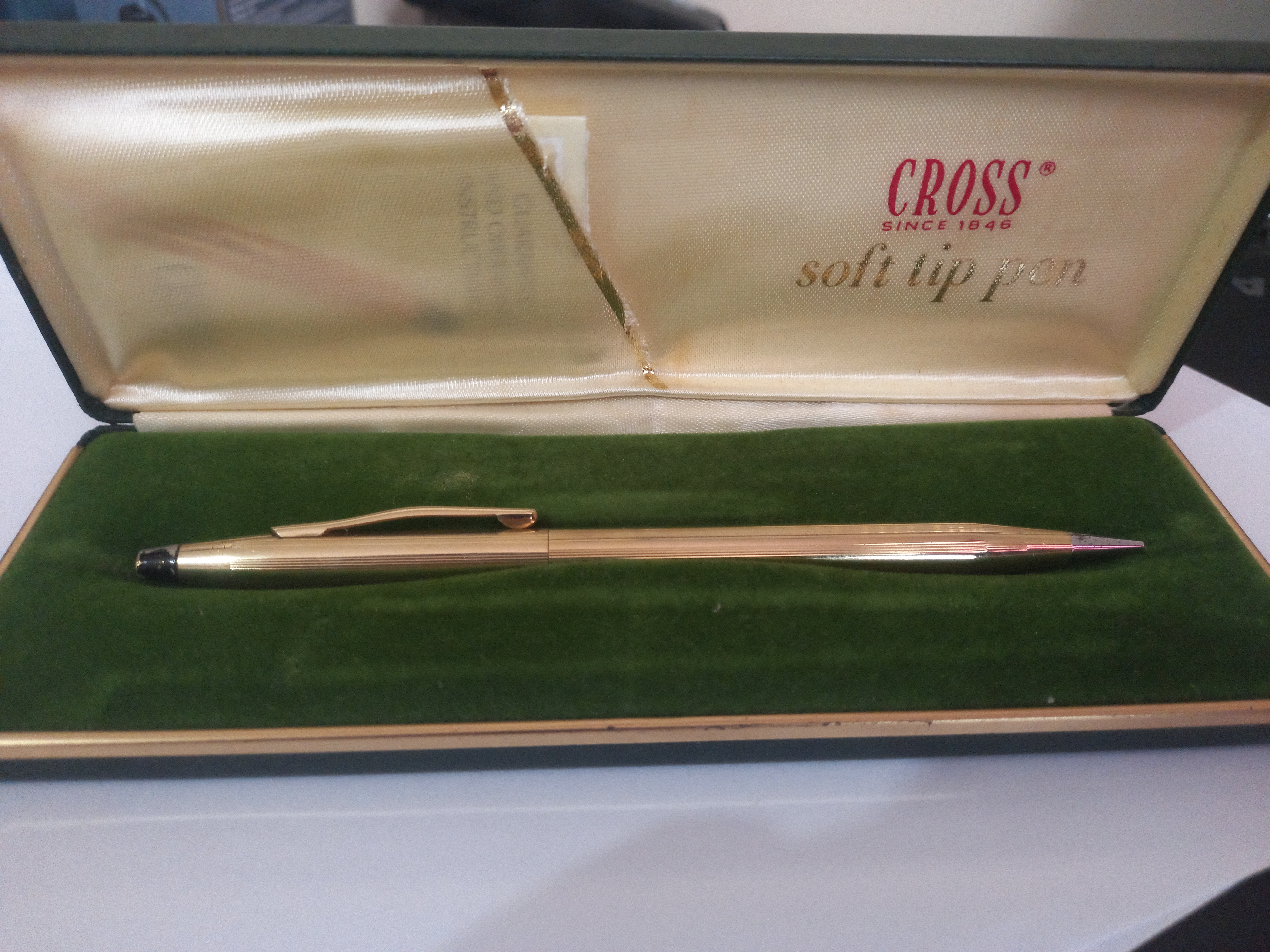
Bolígrafo Cross

Cross es bien conocido por sus líneas de instrumentos de escritura, comenzando con los lápices mecánicos, y produjo los primeros bolígrafos estilográficos (un precursor tecnológico del bolígrafo moderno) en 1879. La línea de productos actual incluye plumas estilográficas, bolígrafos, bolígrafos de gel y lápices mecánicos. Las primeras plumas estilográficas Cross probablemente se produjeron en 1930, pero no de nuevo hasta la década de 1980.
Los instrumentos de escritura Cross se venden generalmente en la gama media del mercado, en lugar del sector de instrumentos de lujo. Sin embargo, se convirtieron en un accesorio "imprescindible" para el profesional en ascenso durante las décadas de 1970 y 1980.[cita requerida]
La mayoría de los instrumentos de escritura Cross se fabrican ahora en China, aunque parte del trabajo de bolígrafos personalizados para presidentes y políticos se realiza en Nueva Inglaterra.  La compañía también fabrica una gama de relojes de pulsera, gemelos, accesorios de escritorio y artículos de cuero como estuches para bolígrafos, carteras y otros artículos que a menudo se destinan al mercado de los regalos.
A finales de 1997, Cross e IBM se unieron para presentar un panel de escritura digital, llamado CrossPad, que se suspendió en 2004.